# 6e étape du Tour d'Italie 2023
Pour un article plus général, voir Tour d'Italie 2023.
La 6e étape du Tour d'Italie 2023 se déroule le jeudi 11 mai 2023 de Naples à Naples dans la région de Campanie, sur une distance de 162 km.

## Parcours
Cette étape, vallonnée dans sa première partie, forme une seule grande boucle avec départ et arrivée dans la ville de Naples. Le parcours passe d'abord sous les pentes nord du Vésuve puis rejoint Amalfi et la côte amalfitaine avant de rallier Sorrente puis la baie de Naples sous le versant sud du Vésuve. Cette étape comporte un col de 2e catégorie : le Valico di Chiunzi franchi après 49 kilomètres et un de 3e catégorie : le Picco Sant Angelo après 96 kilomètres. Les cinquante derniers kilomètres avec peu de relief pourraient favoriser une arrivée au sprint. La ligne d'arrivée est située le long du front de mer napolitain, sur la Via Francesco Caracciolo.

## Déroulement de la course
Cinq hommes composent l'échappée du jour. Il s'agit des Italiens Francesco Gavazzi (Eolo-Kometa) et Alessandro De Marchi (Jayco AlUla), de l'Australien Simon Clarke (Israel-PremierTech), du Britannique Charlie Quarterman (Corratec) et du Français Alexandre Delettre (Cofidis). L'avantage maximal sur le peloton atteint les cinq minutes. Cette avance décroît lors des deux ascensions du jour, le Valico di Chiunzi puis le Picco Sant Angelo où l'écart avec le peloton passe à 2 min 30 s. Sur les dernières pentes du Picco Sant Angelo, De Marchi et Clarke lâchent leurs compagnons d'échappée qui sont absorbés quelque temps plus tard par le peloton. Le duo de tête De Marchi-Clarke maintient toujours 2 min 30 s d'avance sur le peloton jusqu'à une trentaine de kilomètres du terme avant de voir cet écart diminuer régulièrement. Le peloton, principalement emmené par l'équipe Alpecin Deceuninck de Kaden Groves, le vainqueur de la veille à Salerne, fond sur les deux fuyards mais ceux-ci résistent. Dans le dernier kilomètre, alors que les deux premières places leur semblaient promises, les deux hommes de tête commencent à temporiser et sont finalement dépassés à 300 mètres de la ligne par l'avant-garde du peloton. Le Colombien Fernando Gaviria (Movistar) semble alors devoir l'emporter mais il est remonté par le Danois Mads Pedersen (Trek Segafredo) qui règle le sprint devant Jonathan Milan.

## Résultats

### Classement de l'étape
| \| Classement de l'étape \| Classement de l'étape \| Classement de l'étape \| Classement de l'étape \| Classement de l'étape \| \| Coureur \| Coureur \| Pays \| Équipe \| Temps \| \| --------------------- \| --------------------- \| --------------------- \| ------------------------ \| --------------------- \| \| 1er \| Mads Pedersen \| Danemark \| Trek-Segafredo \| 3 h 44 min 45 s \| \| 2e \| Jonathan Milan \| Italie \| Bahrain Victorious \| + 0 s \| \| 3e \| Pascal Ackermann \| Allemagne \| UAE Team Emirates \| + 0 s \| \| 4e \| Kaden Groves \| Australie \| Alpecin-Deceuninck \| + 0 s \| \| 5e \| Fernando Gaviria \| Colombie \| Movistar Team \| + 0 s \| \| 6e \| Michael Matthews \| Australie \| Team Jayco AlUla \| + 0 s \| \| 7e \| Vincenzo Albanese \| Italie \| Eolo-Kometa \| + 0 s \| \| 8e \| Marius Mayrhofer \| Allemagne \| Team DSM \| + 0 s \| \| 9e \| Lorenzo Rota \| Italie \| Intermarché-Circus-Wanty \| + 0 s \| \| 10e \| Simone Velasco \| Italie \| Astana Qazaqstan Team \| + 0 s \| |                   |           |                          |                 |
| |                   |           |                          |                 |
| Source : ProCyclingStats |                   |           |                          |                 |
| Classement de l'étape |                   |           |                          |                 |
| Coureur | Coureur           | Pays      | Équipe                   | Temps           |
| 1er | Mads Pedersen     | Danemark  | Trek-Segafredo           | 3 h 44 min 45 s |
| 2e | Jonathan Milan    | Italie    | Bahrain Victorious       | + 0 s           |
| 3e | Pascal Ackermann  | Allemagne | UAE Team Emirates        | + 0 s           |
| 4e | Kaden Groves      | Australie | Alpecin-Deceuninck       | + 0 s           |
| 5e | Fernando Gaviria  | Colombie  | Movistar Team            | + 0 s           |
| 6e | Michael Matthews  | Australie | Team Jayco AlUla         | + 0 s           |
| 7e | Vincenzo Albanese | Italie    | Eolo-Kometa              | + 0 s           |
| 8e | Marius Mayrhofer  | Allemagne | Team DSM                 | + 0 s           |
| 9e | Lorenzo Rota      | Italie    | Intermarché-Circus-Wanty | + 0 s           |
| 10e | Simone Velasco    | Italie    | Astana Qazaqstan Team    | + 0 s           |

### Points attribués pour le classement par points
| Sprint intermédiaire Sant'Antonio Abate (km 34,4) | Sprint intermédiaire Sant'Antonio Abate (km 34,4) | Sprint intermédiaire Sant'Antonio Abate (km 34,4) | Sprint intermédiaire Sant'Antonio Abate (km 34,4) | Sprint intermédiaire Sant'Antonio Abate (km 34,4) |
| ------------------------------------------------- | ------------------------------------------------- | ------------------------------------------------- | ------------------------------------------------- | ------------------------------------------------- |
|                                                   | Coureur                                           | Pays                                              | Équipe                                            | Point(s)                                          |
| 1er                                               | Charlie Quarterman                                | Royaume-Uni                                       | Corratec                                          | 12                                                |
| 2e                                                | Francesco Gavazzi                                 | Italie                                            | Eolo-Kometa                                       | 8                                                 |
| 3e                                                | Simon Clarke                                      | Australie                                         | Israel-Premier Tech                               | 6                                                 |
| 4e                                                | Alexandre Delettre                                | France                                            | Cofidis                                           | 5                                                 |
| 5e                                                | Alessandro De Marchi                              | Italie                                            | Jayco AlUla                                       | 4                                                 |
| 6e                                                | Alessandro Verre                                  | Italie                                            | Arkéa-Samsic                                      | 3                                                 |
| 7e                                                | Mads Pedersen                                     | Danemark                                          | Trek-Segafredo                                    | 2                                                 |
| 8e                                                | Michael Matthews                                  | Australie                                         | Jayco AlUla                                       | 1                                                 |
| modifier                                          |                                                   |                                                   |                                                   |                                                   |

| Arrivée d'étape Naples (km 162) | Arrivée d'étape Naples (km 162) | Arrivée d'étape Naples (km 162) | Arrivée d'étape Naples (km 162) | Arrivée d'étape Naples (km 162) |
| ------------------------------- | ------------------------------- | ------------------------------- | ------------------------------- | ------------------------------- |
|                                 | Coureur                         | Pays                            | Équipe                          | Point(s)                        |
| 1er                             | Mads Pedersen                   | Danemark                        | Trek-Segafredo                  | 25                              |
| 2e                              | Jonathan Milan                  | Italie                          | Bahrain Victorious              | 18                              |
| 3e                              | Pascal Ackermann                | Allemagne                       | UAE Emirates                    | 12                              |
| 4e                              | Kaden Groves                    | Australie                       | Alpecin-Deceuninck              | 8                               |
| 5e                              | Fernando Gaviria                | Colombie                        | Movistar                        | 6                               |
| 6e                              | Michael Matthews                | Australie                       | Jayco AlUla                     | 5                               |
| 7e                              | Vincenzo Albanese               | Italie                          | Eolo-Kometa                     | 4                               |
| 8e                              | Marius Mayrhofer                | Allemagne                       | Team DSM                        | 3                               |
| 9e                              | Lorenzo Rota                    | Italie                          | Intermarché-Circus-Wanty        | 2                               |
| 10e                             | Simone Velasco                  | Italie                          | Astana Qazaqstan                | 1                               |
| modifier                        |                                 |                                 |                                 |                                 |

### Points attribués pour le classement du meilleur grimpeur
| Valico di Chiunzi (km 48,8) 2e catégorie (8,3 km à 6,2%) | Valico di Chiunzi (km 48,8) 2e catégorie (8,3 km à 6,2%) | Valico di Chiunzi (km 48,8) 2e catégorie (8,3 km à 6,2%) | Valico di Chiunzi (km 48,8) 2e catégorie (8,3 km à 6,2%) | Valico di Chiunzi (km 48,8) 2e catégorie (8,3 km à 6,2%) |
| -------------------------------------------------------- | -------------------------------------------------------- | -------------------------------------------------------- | -------------------------------------------------------- | -------------------------------------------------------- |
|                                                          | Coureur                                                  | Pays                                                     | Équipe                                                   | Point(s)                                                 |
| 1er                                                      | Francesco Gavazzi                                        | Italie                                                   | Eolo-Kometa                                              | 18                                                       |
| 2e                                                       | Simon Clarke                                             | Australie                                                | Israel-Premier Tech                                      | 8                                                        |
| 3e                                                       | Alessandro De Marchi                                     | Italie                                                   | Jayco AlUla                                              | 6                                                        |
| 4e                                                       | Charlie Quarterman                                       | Royaume-Uni                                              | Corratec                                                 | 4                                                        |
| 5e                                                       | Alexandre Delettre                                       | France                                                   | Cofidis                                                  | 2                                                        |
| 6e                                                       | Alessandro Verre                                         | Italie                                                   | Arkéa-Samsic                                             | 1                                                        |
| modifier                                                 |                                                          |                                                          |                                                          |                                                          |

| Picco Sant'Angelo (km 95,9) 3e catégorie (9 km à 4%) | Picco Sant'Angelo (km 95,9) 3e catégorie (9 km à 4%) | Picco Sant'Angelo (km 95,9) 3e catégorie (9 km à 4%) | Picco Sant'Angelo (km 95,9) 3e catégorie (9 km à 4%) | Picco Sant'Angelo (km 95,9) 3e catégorie (9 km à 4%) |
| ---------------------------------------------------- | ---------------------------------------------------- | ---------------------------------------------------- | ---------------------------------------------------- | ---------------------------------------------------- |
|                                                      | Coureur                                              | Pays                                                 | Équipe                                               | Point(s)                                             |
| 1er                                                  | Alessandro De Marchi                                 | Italie                                               | Jayco AlUla                                          | 9                                                    |
| 2e                                                   | Simon Clarke                                         | Australie                                            | Israel-Premier Tech                                  | 4                                                    |
| 3e                                                   | Alexandre Delettre                                   | France                                               | Cofidis                                              | 2                                                    |
| 4e                                                   | Charlie Quarterman                                   | Royaume-Uni                                          | Corratec                                             | 1                                                    |
| modifier                                             |                                                      |                                                      |                                                      |                                                      |

### Points attribués pour le classement des sprints intermédiaires
| Sprint intermédiaire Sant'Antonio Abate (km 34,4) | Sprint intermédiaire Sant'Antonio Abate (km 34,4) | Sprint intermédiaire Sant'Antonio Abate (km 34,4) | Sprint intermédiaire Sant'Antonio Abate (km 34,4) | Sprint intermédiaire Sant'Antonio Abate (km 34,4) |
| ------------------------------------------------- | ------------------------------------------------- | ------------------------------------------------- | ------------------------------------------------- | ------------------------------------------------- |
|                                                   | Coureur                                           | Pays                                              | Équipe                                            | Point(s)                                          |
| 1er                                               | Charlie Quarterman                                | Royaume-Uni                                       | Corratec                                          | 10                                                |
| 2e                                                | Francesco Gavazzi                                 | Italie                                            | Eolo-Kometa                                       | 6                                                 |
| 3e                                                | Simon Clarke                                      | Australie                                         | Israel-Premier Tech                               | 3                                                 |
| 4e                                                | Alexandre Delettre                                | France                                            | Cofidis                                           | 2                                                 |
| 5e                                                | Alessandro De Marchi                              | Italie                                            | Jayco AlUla                                       | 1                                                 |
| modifier                                          |                                                   |                                                   |                                                   |                                                   |

| Sprint intermédiaire Sorrente (km 107,8) | Sprint intermédiaire Sorrente (km 107,8) | Sprint intermédiaire Sorrente (km 107,8) | Sprint intermédiaire Sorrente (km 107,8) | Sprint intermédiaire Sorrente (km 107,8) |
| ---------------------------------------- | ---------------------------------------- | ---------------------------------------- | ---------------------------------------- | ---------------------------------------- |
|                                          | Coureur                                  | Pays                                     | Équipe                                   | Point(s)                                 |
| 1er                                      | Simon Clarke                             | Australie                                | Israel-Premier Tech                      | 10                                       |
| 2e                                       | Alessandro De Marchi                     | Italie                                   | Jayco AlUla                              | 6                                        |
| 3e                                       | Francesco Gavazzi                        | Italie                                   | Eolo-Kometa                              | 3                                        |
| 4e                                       | Charlie Quarterman                       | Royaume-Uni                              | Corratec                                 | 2                                        |
| 5e                                       | Alexandre Delettre                       | France                                   | Cofidis                                  | 1                                        |
| modifier                                 |                                          |                                          |                                          |                                          |

### Bonifications
|   | Coureur              | Pays      | Équipe              | Secondes |
| - | -------------------- | --------- | ------------------- | -------- |
| 1 | Simon Clarke         | Australie | Israel-Premier Tech | 3 s      |
| 2 | Alessandro De Marchi | Italie    | Jayco AlUla         | 2 s      |
| 3 | Francesco Gavazzi    | Italie    | Eolo-Kometa         | 1 s      |

|   | Coureur          | Pays      | Équipe             | Secondes |
| - | ---------------- | --------- | ------------------ | -------- |
| 1 | Mads Pedersen    | Danemark  | Trek-Segafredo     | 10 s     |
| 2 | Jonathan Milan   | Italie    | Bahrain Victorious | 6 s      |
| 3 | Pascal Ackermann | Allemagne | UAE Emirates       | 4 s      |

## Classements à l'issue de l'étape

### Classement général
| \| Classement général \| Classement général \| Classement général \| Classement général \| Classement général \| \| Coureur \| Coureur \| Pays \| Équipe \| Temps \| \| ------------------ \| ---------------------- \| ------------------ \| ------------------ \| ------------------ \| \| 1er \| Andreas Leknessund \| Norvège \| Team DSM \| 22 h 50 min 48 s \| \| 2e \| Remco Evenepoel \| Belgique \| Soudal Quick-Step \| + 28 s \| \| 3e \| Aurélien Paret-Peintre \| France \| AG2R Citroën Team \| + 30 s \| \| 4e \| João Almeida \| Portugal \| UAE Team Emirates \| + 1 min 00 s \| \| 5e \| Primož Roglič \| Slovénie \| Jumbo-Visma \| + 1 min 12 s \| \| 6e \| Geraint Thomas \| Royaume-Uni \| Ineos Grenadiers \| + 1 min 26 s \| \| 7e \| Aleksandr Vlasov \| Bannière neutre \| Bora-Hansgrohe \| + 1 min 26 s \| \| 8e \| Toms Skujiņš \| Lettonie \| Trek-Segafredo \| + 1 min 29 s \| \| 9e \| Tao Geoghegan Hart \| Royaume-Uni \| Ineos Grenadiers \| + 1 min 30 s \| \| 10e \| Vincenzo Albanese \| Italie \| Eolo-Kometa \| + 1 min 39 s \| |                        |                 |                   |                  |
| |                        |                 |                   |                  |
| Source : ProCyclingStats |                        |                 |                   |                  |
| Classement général |                        |                 |                   |                  |
| Coureur | Coureur                | Pays            | Équipe            | Temps            |
| 1er | Andreas Leknessund     | Norvège         | Team DSM          | 22 h 50 min 48 s |
| 2e | Remco Evenepoel        | Belgique        | Soudal Quick-Step | + 28 s           |
| 3e | Aurélien Paret-Peintre | France          | AG2R Citroën Team | + 30 s           |
| 4e | João Almeida           | Portugal        | UAE Team Emirates | + 1 min 00 s     |
| 5e | Primož Roglič          | Slovénie        | Jumbo-Visma       | + 1 min 12 s     |
| 6e | Geraint Thomas         | Royaume-Uni     | Ineos Grenadiers  | + 1 min 26 s     |
| 7e | Aleksandr Vlasov       | Bannière neutre | Bora-Hansgrohe    | + 1 min 26 s     |
| 8e | Toms Skujiņš           | Lettonie        | Trek-Segafredo    | + 1 min 29 s     |
| 9e | Tao Geoghegan Hart     | Royaume-Uni     | Ineos Grenadiers  | + 1 min 30 s     |
| 10e | Vincenzo Albanese      | Italie          | Eolo-Kometa       | + 1 min 39 s     |

| Classement par points | Classement par points  | Classement par points | Classement par points      | Classement par points |
| Coureur               | Coureur                | Pays                  | Équipe                     | Points                |
| --------------------- | ---------------------- | --------------------- | -------------------------- | --------------------- |
| 1er                   | Jonathan Milan         | Italie                | Bahrain Victorious         | 110 pts               |
| 2e                    | Kaden Groves           | Australie             | Alpecin-Deceuninck         | 99 pts                |
| 3e                    | Mads Pedersen          | Danemark              | Trek-Segafredo             | 83 pts                |
| 4e                    | Michael Matthews       | Australie             | Team Jayco AlUla           | 54 pts                |
| 5e                    | David Dekker           | Pays-Bas              | Arkéa-Samsic               | 40 pts                |
| 6e                    | Aurélien Paret-Peintre | France                | AG2R Citroën Team          | 33 pts                |
| 7e                    | Vincenzo Albanese      | Italie                | Eolo-Kometa                | 32 pts                |
| 8e                    | Stefano Gandin         | Italie                | Team Corratec-Selle Italia | 24 pts                |
| 9e                    | Pascal Ackermann       | Allemagne             | UAE Team Emirates          | 24 pts                |
| 10e                   | Arne Marit             | Belgique              | Intermarché-Circus-Wanty   | 23 pts                |

| Classement par points | Classement par points  | Classement par points | Classement par points      | Classement par points |
| Coureur               | Coureur                | Pays                  | Équipe                     | Points                |
| --------------------- | ---------------------- | --------------------- | -------------------------- | --------------------- |
| 1er                   | Jonathan Milan         | Italie                | Bahrain Victorious         | 110 pts               |
| 2e                    | Kaden Groves           | Australie             | Alpecin-Deceuninck         | 99 pts                |
| 3e                    | Mads Pedersen          | Danemark              | Trek-Segafredo             | 83 pts                |
| 4e                    | Michael Matthews       | Australie             | Team Jayco AlUla           | 54 pts                |
| 5e                    | David Dekker           | Pays-Bas              | Arkéa-Samsic               | 40 pts                |
| 6e                    | Aurélien Paret-Peintre | France                | AG2R Citroën Team          | 33 pts                |
| 7e                    | Vincenzo Albanese      | Italie                | Eolo-Kometa                | 32 pts                |
| 8e                    | Stefano Gandin         | Italie                | Team Corratec-Selle Italia | 24 pts                |
| 9e                    | Pascal Ackermann       | Allemagne             | UAE Team Emirates          | 24 pts                |
| 10e                   | Arne Marit             | Belgique              | Intermarché-Circus-Wanty   | 23 pts                |

| Classement de la montagne | Classement de la montagne | Classement de la montagne | Classement de la montagne          | Classement de la montagne |
| Coureur                   | Coureur                   | Pays                      | Équipe                             | Points                    |
| ------------------------- | ------------------------- | ------------------------- | ---------------------------------- | ------------------------- |
| 1er                       | Thibaut Pinot             | France                    | Groupama-FDJ                       | 40 pts                    |
| 2e                        | Amanuel Ghebreigzabhier   | Érythrée                  | Trek-Segafredo                     | 26 pts                    |
| 3e                        | Aurélien Paret-Peintre    | France                    | AG2R Citroën Team                  | 22 pts                    |
| 4e                        | Francesco Gavazzi         | Italie                    | Eolo-Kometa                        | 18 pts                    |
| 5e                        | Alessandro De Marchi      | Italie                    | Team Jayco AlUla                   | 15 pts                    |
| 6e                        | Samuele Zoccarato         | Italie                    | Green Project-Bardiani CSF-Faizanè | 13 pts                    |
| 7e                        | Santiago Buitrago         | Colombie                  | Bahrain Victorious                 | 12 pts                    |
| 8e                        | Simon Clarke              | Australie                 | Israel-Premier Tech                | 12 pts                    |
| 9e                        | Andreas Leknessund        | Norvège                   | Team DSM                           | 10 pts                    |
| 10e                       | Toms Skujiņš              | Lettonie                  | Trek-Segafredo                     | 10 pts                    |

| Classement de la montagne | Classement de la montagne | Classement de la montagne | Classement de la montagne          | Classement de la montagne |
| Coureur                   | Coureur                   | Pays                      | Équipe                             | Points                    |
| ------------------------- | ------------------------- | ------------------------- | ---------------------------------- | ------------------------- |
| 1er                       | Thibaut Pinot             | France                    | Groupama-FDJ                       | 40 pts                    |
| 2e                        | Amanuel Ghebreigzabhier   | Érythrée                  | Trek-Segafredo                     | 26 pts                    |
| 3e                        | Aurélien Paret-Peintre    | France                    | AG2R Citroën Team                  | 22 pts                    |
| 4e                        | Francesco Gavazzi         | Italie                    | Eolo-Kometa                        | 18 pts                    |
| 5e                        | Alessandro De Marchi      | Italie                    | Team Jayco AlUla                   | 15 pts                    |
| 6e                        | Samuele Zoccarato         | Italie                    | Green Project-Bardiani CSF-Faizanè | 13 pts                    |
| 7e                        | Santiago Buitrago         | Colombie                  | Bahrain Victorious                 | 12 pts                    |
| 8e                        | Simon Clarke              | Australie                 | Israel-Premier Tech                | 12 pts                    |
| 9e                        | Andreas Leknessund        | Norvège                   | Team DSM                           | 10 pts                    |
| 10e                       | Toms Skujiņš              | Lettonie                  | Trek-Segafredo                     | 10 pts                    |

| Classement du meilleur jeune | Classement du meilleur jeune | Classement du meilleur jeune | Classement du meilleur jeune | Classement du meilleur jeune |
| Coureur                      | Coureur                      | Pays                         | Équipe                       | Temps                        |
| ---------------------------- | ---------------------------- | ---------------------------- | ---------------------------- | ---------------------------- |
| 1er                          | Andreas Leknessund           | Norvège                      | Team DSM                     | 22 h 50 min 48 s             |
| 2e                           | Remco Evenepoel              | Belgique                     | Soudal Quick-Step            | + 28 s                       |
| 3e                           | João Almeida                 | Portugal                     | UAE Team Emirates            | + 1 min 00 s                 |
| 4e                           | Thymen Arensman              | Pays-Bas                     | Ineos Grenadiers             | + 2 min 32 s                 |
| 5e                           | Santiago Buitrago            | Colombie                     | Bahrain Victorious           | + 2 min 52 s                 |
| 6e                           | Einer Rubio                  | Colombie                     | Movistar Team                | + 3 min 35 s                 |
| 7e                           | Laurens Huys                 | Belgique                     | Intermarché-Circus-Wanty     | + 6 min 08 s                 |
| 8e                           | Alexander Cepeda             | Équateur                     | EF Education-EasyPost        | + 6 min 27 s                 |
| 9e                           | Ilan Van Wilder              | Belgique                     | Soudal Quick-Step            | + 6 min 47 s                 |
| 10e                          | Lars van den Berg            | Pays-Bas                     | Groupama-FDJ                 | + 7 min 52 s                 |

| Classement du meilleur jeune | Classement du meilleur jeune | Classement du meilleur jeune | Classement du meilleur jeune | Classement du meilleur jeune |
| Coureur                      | Coureur                      | Pays                         | Équipe                       | Temps                        |
| ---------------------------- | ---------------------------- | ---------------------------- | ---------------------------- | ---------------------------- |
| 1er                          | Andreas Leknessund           | Norvège                      | Team DSM                     | 22 h 50 min 48 s             |
| 2e                           | Remco Evenepoel              | Belgique                     | Soudal Quick-Step            | + 28 s                       |
| 3e                           | João Almeida                 | Portugal                     | UAE Team Emirates            | + 1 min 00 s                 |
| 4e                           | Thymen Arensman              | Pays-Bas                     | Ineos Grenadiers             | + 2 min 32 s                 |
| 5e                           | Santiago Buitrago            | Colombie                     | Bahrain Victorious           | + 2 min 52 s                 |
| 6e                           | Einer Rubio                  | Colombie                     | Movistar Team                | + 3 min 35 s                 |
| 7e                           | Laurens Huys                 | Belgique                     | Intermarché-Circus-Wanty     | + 6 min 08 s                 |
| 8e                           | Alexander Cepeda             | Équateur                     | EF Education-EasyPost        | + 6 min 27 s                 |
| 9e                           | Ilan Van Wilder              | Belgique                     | Soudal Quick-Step            | + 6 min 47 s                 |
| 10e                          | Lars van den Berg            | Pays-Bas                     | Groupama-FDJ                 | + 7 min 52 s                 |

| Classement par équipes | Classement par équipes | Classement par équipes | Classement par équipes |
| Équipe                 | Équipe                 | Pays                   | Temps                  |
| ---------------------- | ---------------------- | ---------------------- | ---------------------- |
| 1re                    | Ineos Grenadiers       | Royaume-Uni            | 68 h 36 min 13 s       |
| 2e                     | Jumbo-Visma            | Pays-Bas               | + 1 min 49 s           |
| 3e                     | Bahrain Victorious     | Bahreïn                | + 2 min 15 s           |
| 4e                     | Bora-Hansgrohe         | Allemagne              | + 3 min 22 s           |
| 5e                     | UAE Team Emirates      | Émirats arabes unis    | + 3 min 23 s           |
| 6e                     | Trek-Segafredo         | États-Unis             | + 4 min 15 s           |
| 7e                     | EF Education-EasyPost  | États-Unis             | + 4 min 55 s           |
| 8e                     | Soudal Quick-Step      | Belgique               | + 7 min 01 s           |
| 9e                     | Israel-Premier Tech    | Israël                 | + 11 min 38 s          |
| 10e                    | Groupama-FDJ           | France                 | + 12 min 00 s          |

| Classement par équipes | Classement par équipes | Classement par équipes | Classement par équipes |
| Équipe                 | Équipe                 | Pays                   | Temps                  |
| ---------------------- | ---------------------- | ---------------------- | ---------------------- |
| 1re                    | Ineos Grenadiers       | Royaume-Uni            | 68 h 36 min 13 s       |
| 2e                     | Jumbo-Visma            | Pays-Bas               | + 1 min 49 s           |
| 3e                     | Bahrain Victorious     | Bahreïn                | + 2 min 15 s           |
| 4e                     | Bora-Hansgrohe         | Allemagne              | + 3 min 22 s           |
| 5e                     | UAE Team Emirates      | Émirats arabes unis    | + 3 min 23 s           |
| 6e                     | Trek-Segafredo         | États-Unis             | + 4 min 15 s           |
| 7e                     | EF Education-EasyPost  | États-Unis             | + 4 min 55 s           |
| 8e                     | Soudal Quick-Step      | Belgique               | + 7 min 01 s           |
| 9e                     | Israel-Premier Tech    | Israël                 | + 11 min 38 s          |
| 10e                    | Groupama-FDJ           | France                 | + 12 min 00 s          |

## Abandons
- Clément Russo (Arkéa-Samsic) : non-partant (positif au Covid-19)[1]